# Milan Peroutka
Milan „Ferda“ Peroutka (19. ledna 1964 Radotín – 4. května 2013 Praha-Radotín) byl český bubeník, známý především jako člen hudební skupiny Olympic.

## Kariéra
Hrál se skupinami Kvintet FM, S.L.S. Leška Semelky či OK Band. Od roku 1986, po odchodu Petra Hejduka, se stal členem skupiny Olympic. V 90. letech 20. století ještě hrál v kapelách doprovázejících zpěváky Jana Kalouska, Janka Ledeckého, Marcelu Březinovou. Od roku 1995 byl také členem ASPM Jana Spáleného. Od roku 2007 začinal skupina Q-Rats.
Zemřel náhle v noci z 3. na 4. května 2013. Ještě 3. května hrál na koncertu skupiny Olympic v Karlových Varech v rámci turné k 50. výročí skupiny. Podle prvních vyjádření mluvčí skupiny Gabriely Šimonové si Milan Peroutka po koncertu stěžoval, že mu není dobře. Jeho problémy ale ustaly a on se ještě zúčastnil autogramiády, která se na místě konala.

## Rodinný život
Milan Peroutka měl 3 děti: Barboru (* 1987), Milana (* 1990) a Jana (* 1991).
Rok po smrti Milana Peroutky byla na jeho rodném domě za účasti členů Olympiku odhalena pamětní deska.